# Élections régionales de 2024 à Madère
Les élections régionales de 2024 (en portugais : Eleições legislativas regionais na Madeira em 2023) se tiennent le 26 mai 2024 afin d'élire les 47 députés de l'Assemblée législative de cette région autonome portugaise de Madère.
Le scrutin intervient de manière anticipée un an après les précédentes à la suite d'une affaire de corruption visant entre autres le président du gouvernement régional Miguel Albuquerque, à la tête du Parti social-démocrate (PPD/PSD). Sa démission entraine une primaire interne au PPD/PSD, qu'il remporte. Bien que disposant toujours du soutien sans participation de Personnes–Animaux–Nature (PAN), son gouvernement minoritaire se retrouve cependant fragilisé, jusqu'à la décision du président de la République Marcelo Rebelo de Sousa de dissoudre l'assemblée le 24 mars 2024.
Le scrutin est une victoire en demi-teinte pour le gouvernement sortant, qui perd sa majorité absolue des sièges mais parvient à se maintenir sous la forme d'un gouvernement minoritaire du fait de la division des partis d'opposition, positionnés de part et d'autre de l'échiquier politique.

## Contexte

### Élections de 2023
La coalition Nous sommes Madère réunissant le Parti social-démocrate (PPD/PSD) et le CDS – Parti populaire (CDS-PP) arrive en tête des élections régionales de septembre 2023, mais subit un recul qui lui fait perdre sa majorité absolue des sièges. La principale formation d'opposition, le Parti socialiste (PS), s'effondre cependant elle-même au profit d'Ensemble pour le peuple et de Chega. Le dirigeant du PS, Sérgio Gonçalves, se retire en conséquence, ouvrant la voie à l'organisation deux mois plus tard d'une primaire interne, remportée par Paulo Cafôfo en l'absence de concurrents
Bien que faisant face à des appels internes à la démission au vu du nouveau recul du PPD/PSD, Miguel Albuquerque revendique la victoire, sa coalition étant en position de force pour conclure un accord avec d'autres formations mineures. Si une entente avec Chega est d'emblée exclue par Albuquerque, elle reste ouverte avec l'Initiative libérale (IL) et Personnes–Animaux–Nature (PAN), qui s'y déclarent favorables,. Le PAN conclu ainsi rapidement un accord avec la coalition sortante sous la forme d'un soutien sans participation au gouvernement, permettant ainsi à celui-ci de disposer d'une majorité absolue au sein de l'hémicycle régional, tandis que l'IL se range dans l'opposition,.

### Scandale de corruption et dissolution de l'Assemblée

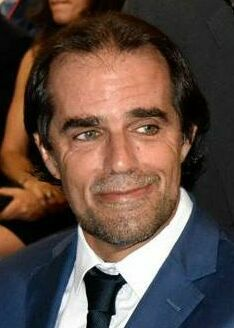
Miguel Albuquerque

Reconduit à la tête du gouvernement, Miguel Albuquerque, se retrouve rapidement visé par une enquête dans le cadre d'une affaire de corruption. Ancien maire de Funchal de 1994 à 2013 avant de prendre la tête du gouvernement régional de Madère deux ans plus tard, Albuquerque est mis en examen en janvier 2024 pour des faits présumés de corruption active et passive, de prévarication, de réception ou d'offre d'avantages indus, d'abus de pouvoir et de trafic d'influence. La mise en accusation intervient après une perquisition à la mairie de Funchal et dans plusieurs entreprises privés le 24 janvier, à l'issue de laquelle le maire de la ville, Pedro Calado, et deux hommes d'affaires sont arrêtés,.
Miguel Albuquerque se défend vivement de ces accusations, en refusant notamment de présenter sa démission de président du gouvernement régional, tout en se disant prêt à faire lever son immunité. Le scandale conduit néanmoins l'opposition à exiger sa démission, le PS et Chega annonçant être prêt à déposer des motions de censure tandis que le PAN menace de mettre fin à l'accord conclu avec le PPD/PSD si Albuquerque ne démissionne pas,. Le 26 janvier, celui-ci finit par se résigner à annoncer sa démission de la présidence du gouvernement ainsi que de celle du PPD/PSD. En l'absence de la désignation d'un successeur par l'Assemblée, il continue néanmoins de gérer les affaires courantes.
La vacance du pouvoir à la tête du PPD/PSD conduit cependant à mettre au grand jour d'importantes divisions au sein du parti, qui empêche la formation d'un consensus sur la désignation d'un successeur à Albuquerque, laissant planer l'incertitude sur le maintien du gouvernement en place. Cette situation conduit à l'intervention du président de la République, Marcelo Rebelo de Sousa, dont le représentant Ireneu Barreto consulte l'ensemble des partis représentés à l'Assemblée. L'opposition réclame alors la tenue d'élections anticipées, tandis que le PPD/PSD et le PAN se déclare prêt à former un nouveau gouvernement,. La loi électorale ne permet cependant pas la dissolution de l'Assemblée dans les six mois suivant les précédentes élections, soit jusqu'au 24 mars 2024. Le 17 février, Ireneu Barreto annonce que le gouvernement sortant assurera l'intérim jusqu'à la date requise. 
Deux jours plus tard, Miguel Albuquerque annonce la tenue le 19 mars d'une élection primaire afin d'élire le président du PPD/PSD, à laquelle il se porte candidat. L'alliance avec le CDS – Parti populaire (CDS-PP) est rompue dans la foulée, le PPD/PSD décidant de se présenter seul aux élections. Confronté à Manuel António Correia, qui reçoit le soutien de l'ancien président Alberto João Jardim, Albuquerque sort vainqueur de la primaire avec 54 % des voix des membres du parti,. Une primaire interne au CDS-PP intervient le lendemain après la démission de Rui Barreto, qui est remplacé par José Manuel Rodrigues, élu sans opposition,
Après avoir à nouveau entendu les représentants des partis, le président Marcelo Rebelo de Sousa dissout l'assemblée sortante le 27 mars, trois jours après la date minimale requise, entrainant comme prévu la tenue d'un nouveau scrutin fixé au 26 mai suivant.

## Système électoral
L'Assemblée législative de Madère est composée de 47 sièges pourvus pour quatre ans au scrutin proportionnel plurinominal de liste dans une unique circonscription électorale correspondant au territoire de la région, et répartis selon la méthode D'Hondt.

## Résultats
|                          |                                          |         |       |      |        |               |  |  |  |  |  |  |  |  |
| Partis                   | Partis                                   | Voix    | %     | +/-  | Sièges | +/-           |  |  |  |  |  |  |  |  |
|                          | Parti social-démocrate (PPD/PSD)         | 49 104  | 36,13 | n/a  | 19     | 1             |  |  |  |  |  |  |  |  |
|                          | Parti socialiste (PS)                    | 28 981  | 21,32 | 0,02 | 11     | en stagnation |  |  |  |  |  |  |  |  |
|                          | Ensemble pour le peuple (JPP)            | 22 959  | 16,89 | 5,86 | 9      | 4             |  |  |  |  |  |  |  |  |
|                          | Chega (CH)                               | 12 562  | 9,24  | 0,36 | 4      | en stagnation |  |  |  |  |  |  |  |  |
|                          | CDS – Parti populaire (CDS-PP)           | 5 374   | 3,95  | n/a  | 2      | 1             |  |  |  |  |  |  |  |  |
|                          | Initiative libérale (IL)                 | 3 481   | 2,56  | 0,07 | 1      | en stagnation |  |  |  |  |  |  |  |  |
|                          | Personnes–Animaux–Nature (PAN)           | 2 531   | 1,86  | 0,39 | 1      | en stagnation |  |  |  |  |  |  |  |  |
|                          | Coalition démocratique unitaire (CDU)    | 2 217   | 1,63  | 1,09 | 0      | 1             |  |  |  |  |  |  |  |  |
|                          | Bloc de gauche (BE)                      | 1 912   | 1,41  | 0,83 | 0      | 1             |  |  |  |  |  |  |  |  |
|                          | Parti travailliste portugais (PTP)       | 1 222   | 0,90  | 0,11 | 0      | en stagnation |  |  |  |  |  |  |  |  |
|                          | LIBRE (L)                                | 905     | 0,67  | 0,04 | 0      | en stagnation |  |  |  |  |  |  |  |  |
|                          | Alternative démocratique nationale (ADN) | 772     | 0,57  | 0,11 | 0      | en stagnation |  |  |  |  |  |  |  |  |
|                          | Parti de la Terre (MPT)                  | 577     | 0,42  | 0,09 | 0      | en stagnation |  |  |  |  |  |  |  |  |
|                          | Réagir, inclure, recycler (RIR)          | 527     | 0,39  | 0,15 | 0      | en stagnation |  |  |  |  |  |  |  |  |
|                          |                                          |         |       |      |        |               |  |  |  |  |  |  |  |  |
| Votes valides            | Votes valides                            | 133 124 | 97,95 |      |        |               |  |  |  |  |  |  |  |  |
| Votes nuls               | Votes nuls                               | 2 181   | 1,60  |      |        |               |  |  |  |  |  |  |  |  |
| Votes blancs             | Votes blancs                             | 612     | 0,45  |      |        |               |  |  |  |  |  |  |  |  |
| Total                    | Total                                    | 135 917 | 100   | –    | 47     | en stagnation |  |  |  |  |  |  |  |  |
| Abstentions              | Abstentions                              | 118 605 | 46,60 |      |        |               |  |  |  |  |  |  |  |  |
| Inscrits / participation | Inscrits / participation                 | 254 522 | 53,40 |      |        |               |  |  |  |  |  |  |  |  |

## Analyse et conséquences

Résultats par commune.

Le Parti social-démocrate (PPD/PSD) arrive largement en tête, ce qui amène Miguel Albuquerque à revendiquer la victoire au soir du scrutin,. Avec son allié naturel, le CDS – Parti populaire (CDS-PP), son parti subit néanmoins un léger recul qui fait s'éloigner davantage encore le gouvernement de la majorité absolue. Cette situation conduit le chef du Parti socialiste (PS), Paulo Cafôfo, à affirmer qu'une alternance demeure possible.
Le scrutin voit par ailleurs la forte progression d'Ensemble pour le peuple (JPP) et le maintien de Chega (CH), ce qui rend difficile la formation d'un nouveau gouvernement en raison de leurs positions respectives sur l'échiquier politique, de part et d'autre du PPD/PSD. Si JPP se déclare ouvert dès le lendemain du scrutin à une alliance avec le PS, les deux formations appelant le reste de l'opposition à les soutenir, Chega se déclare quant à lui prêt à apporter son soutien au PPD/PSD, tout en le conditionnant à la démission d'Albuquerque. Réticent à l'idée d'une nouvelle coalition avec le PPD/PSD, le CDS–PP se déclare ouvert à des négociations pour un soutien au cas par cas, tout en rejetant toute alliance avec le PS, une position suivie par Initiative libérale (IL). Enfin, le Personnes–Animaux–Nature (PAN) reste ouvert à des négociations avec l'un ou l'autre des deux camps, fort de sa position centriste,,.
Le PPD/PSD et le CDS–PP annoncent finalement le 28 mai être parvenus à un accord sur la reconduction de leur gouvernement minoritaire. Les deux partis révèlent également s'être assurés de l'abstention de Chega et de l'IL, permettant ainsi la survie du gouvernement à une éventuelle motion de censure. Le jour même, le représentant de la République, Ireneu Barreto, nomme Miguel Albuquerque président du gouvernement régional.